# Éric Warnauts
Éric Warnauts, né le 11 avril 1960 à Cologne (alors en Allemagne de l'Ouest), est un auteur de bande dessinée belge, également connu sous le pseudonyme de Warn's.

## Biographie
Éric Warnauts naît le 11 avril 1960 à Cologne. Il est le frère de Marc-Renier et de Roland Warnauts. Il fait ses études à l'École supérieure des arts Saint-Luc de Liège. Il publie ses premières planches dans le fanzine Oufti en 1981. Il prépublie Les Enquêtes de Pat Archer dans L'Écho des savanes de 1984 à 1986. En 1985, il publie son premier album Passion vinyle chez Futuropolis.

### Deux auteurs, un égo
En 1986, il fait une rencontre déterminante : Raives (Guy Servais) le conduit à l'écriture du scénario des deux volumes de Paris perdu, la collaboration des deux auteurs perdure depuis 1987 pour de nombreuses séries. À la suite, ils créent une série policière Lou Cale : The Famous (1987-1992 ; cinq titres, les deux premiers aux Éditions du Miroir puis aux Humanoïdes associés). En 1987, ils font leur entrée dans la revue (À suivre), les albums sont publiés par Casterman entre 1988 et 1998 : Congo 40, l'histoire de la déchéance d’un homme dans l'ancienne colonie belge ; L’Innocente, histoire d’une jeune Allemande dans l’immédiat après-guerre ; Équatoriales, recueil de cinq nouvelles sur la ligne de l’Équateur ; Intermezzo, récit d’un amour tumultueux dans l’Italie populaire ; L’Envers des rêves, l’histoire d’une passion dans l’univers impitoyable hollywoodien ; Les Lettres d’outremer, voyage dans les Antilles françaises sur fond d’amour et de révolte ; La Contorsionniste, qui conte les états d’âme d’un homme hanté par la cinquantaine. Dans cette même revue, il scénarise encore deux romans graphiques pour son frère Marc-Renier : Ombres et désirs en 1994, l'album paraît en 1996 dans une version tronquée et obtient le prix du public au Festival de Durbuy en 1996 et Là où meurent les anges en 1997. Parallèlement, Warnauts et Raives publient leur série Les Suites vénitiennes (1996-2006 ; neuf titres chez Casterman), L’Orfèvre (2000-2004 ; cinq titres chez Glénat).
En 2002, de retour chez Casterman avec une série en 2 albums, Un diamant sous la lune, quand Ange Conti mène l’enquête à travers la planète, de Dakar à Londres, de Johannesburg à Anvers en passant par Kinshasa, pour retrouver sa fille (2002-2003 ; deux titres chez Casterman). En 2007, Fleurs d’ébène, une enquête au Congo Belge à la veille de l’indépendance. Changement de continent en 2008, avec À cœurs perdus l'histoire d'Aaron de Vancouver dont le destin va lamentablement basculer à la suite de la rencontre de deux redoutables charmeuses, Shannon et Girl. Avec Liberty en 2009, on reste aux États-Unis : à 16 ans, la jeune Tshilanda, fille du chef de la sécurité d’un grand hôtel international de Kinshasa — nous sommes en 1974 —, doit quitter le Congo pour accoucher discrètement à New York, d’une petite fille qu’elle appellera Liberty.
En 2011, ils entament une trilogie belge composée de trois diptyques : le premier Les Temps nouveaux, (2011-2012 au Lombard) suivi d'un deuxième Après-guerre (2013-2014) et finalement Les Jours heureux (2015-2016 au Lombard) retracent une fresque de l’histoire de la Belgique au XXe siècle, de la fin des années 1930 jusqu’aux années 1970 au truchement de personnages récurrents. En 2018, ils content mai 68 dans Sous les pavés . Enfin, dernièrement Purple Heart, met en scène un ancien combattant décoré de la médaille éponyme enquêtant pour un cabinet d'avocats (quatre tomes de 2019 à 2023 au Lombard). En 2023, il contribue au Tintin numéro spécial 77 ans. Toujours en duo avec Raives, il lance le triptyque Ciel d'orages dont le premier volet London Burning sort en 2024 aux éditions Le Lombard. Le récit a pour toile de fond la bataille d'Angleterre et met en scène deux pilotes de chasse Kate Kavendish et Jimmy Kane.
Éric Warnauts enseigne la bande dessinée à l’ESA Saint-Luc de Liège.

## Publications

### Albums de bande dessinée

#### One shots
- Take the moon, Éd. du Miroir, Louvain-la-Neuve, 1984
Scénario et dessin : Warn's - Couleurs : quadrichromie
- 1985 : Passion vinyle, Futuropolis, coll. « Hic et nunc », noir et blanc
- Moonlight serenades, Éd. du Miroir, Louvain-la-Neuve, 1986
Scénario et dessin : Warn's - Couleurs : quadrichromie - (ISBN 2-87142-010-1) édité erroné — par Éric Warnauts et Raives.
- 1987 : Les Enquêtes de Pat Archer, éd. Albin Michel
- 1988 : Congo 40, par Éric Warnauts et Raives, Casterman, coll. « Studio (À suivre) »,Réédition in Congo blanc[19], Daniel Maghen, 2024  (ISBN 9782356741783).
- 1991 : L'Innocente, par Éric Warnauts et Raives, coll. « Studio (À suivre) », Casterman — réédition en 2015[20].
- 1992 : Équatoriales, par Éric Warnauts et Raives, Tournai, Casterman, coll. « Studio (À suivre) »
- 1993 : Intermezzo, par Éric Warnauts et Raives, Tournai, Casterman, coll. « Studio (À suivre) »
- 1995 : L'Envers des rêves, par Éric Warnauts et Raives, Tournai, Casterman, coll. « Studio (À suivre) »
- 1996 : Ombres et désirs, dessin Marc-Renier, scénario Éric Warnauts, Tournai, Casterman  (ISBN 2-203-35915-3)
- 1996 : Lettres d'outremer[21], par Éric Warnauts et Raives, Tournai, Casterman, coll. « Studio (À suivre) »  (ISBN 2-203-38876-5)
- 1998 : La Contorsionniste, par Éric Warnauts et Raives, Tournai, Casterman
- 1999 : Kin' la belle[22],[23],[24], par Éric Warnauts et Raives, scénario de Michel Vandam, Tournai, Casterman  (ISBN 2203389192).
- 2004 : Jean-polpol[25], dessin Éric Warnauts, scénario Jean-Luc Cornette, Grenoble, Glénat.
- 2007 : Fleurs d'ébène[26], par Éric Warnauts et Raives, Bruxelles, Casterman,Réédition in Congo blanc[19], Daniel Maghen, 2024  (ISBN 9782356741783).
- 2008 : À Cœurs perdus, par Éric Warnauts et Raives, Bruxelles, Casterman[27]
- 2010 : Liberty, par Éric Warnauts et Raives, Bruxelles, Casterman[28]
- Sous les pavés[29],[30],[31], Le Lombard, coll. « Signé », Bruxelles, 27 avril 2018
Scénario : Éric Warnauts - Dessin : Éric Warnauts et Raives - Couleurs : Raives -  (ISBN 978-2-8036-7169-4)

#### Collectifs
- C'est fou le foot sans les règles, Pictoris studio, mai 1998
Scénario : collectif - Dessin : collectif dont Éric Warnauts et Raives - Couleurs : quadrichromie -  (ISBN 2-84153-100-7)
- Carrément Bruxelles - Ronduit Brussel, Glénat, coll. « Carrément 20/20 », Grenoble, septembre 2005
Scénario : collectif - Dessin : collectif dont Éric Warnauts - Couleurs : quadrichromie -  (ISBN 2-87176-218-X)
- Numéro spécial 77 ans - L'hommage des auteurs et autrices d'aujourd'hui aux personnages mythiques du journal Tintin, Éditions Moulinsart-Le Lombard, Bruxelles, 8 septembre 2023
Scénario : collectif - Dessin : collectif dont Éric Warnauts - Couleurs : quadrichromie -  (ISBN 2-85815-201-2)
- 2. Opus Humano 1985-1995, Les Humanoïdes associés, 6 novembre 2024
Scénario : collectif - Dessin : collectif dont Warn's et Raives - Couleurs : quadrichromie -  (ISBN 978-2-7316-2809-8)

### En revues, journaux et fanzines
- participation à èkwè chal - magazine BD[79] en 1986.

#### (À suivre)
- Congo 40 avec Raives dans (À suivre) du no 115 au no 117 en 1987[80]
- L'Innocente avec Raives dans (À suivre) du no 145 au no 149 en 1990
- Différents récits d'Équatoriales avec Raives dans (À suivre) du no 155 en 1990 au no 165 en 1991
- Intermezzo avec Raives dans (À suivre) du no 169 au no 172 en 1992
- L'Envers des rêves avec Raives dans (À suivre) du no 194 au no 198 en 1994
- Ombres et désirs avec Marc-Renier dans (À suivre) du no 202 au no 210 en 1994
- Lettres d'Outremer avec Raives dans (À suivre) du no 206 au no 211 en 1995
- Là où meurent les anges avec Marc-Renier dans (À suivre) du no 230 au no 234 en 1995
- La Contorsionniste avec Raives dans (À suivre) du no 234 au no 236 en 1995

#### Je Bouquine
- La Féline, (roman, Je bouquine no 49 en mars 1988)

#### Spirou
- Enquêtes de chez Spirou :	Impressions camerounaises avec Raives, (rédactionnel, Spirou no 3565 en 2006)
- Nanga Boko avec Raives, 2 planches (Spirou no 3565 en 2006)[81]

## Prix et récompenses
- 1996 :  grand prix du festival de Lille organisé par la SMENO[82] avec Raives ;
- 1998 :  prix du meilleur dessin décerné par la Chambre belge des experts en bande dessinée[83] pour Suites vénitiennes avec Raives.
- 2014 : Citoyen d'honneur de Liège[84]